# Parque nacional Idalia

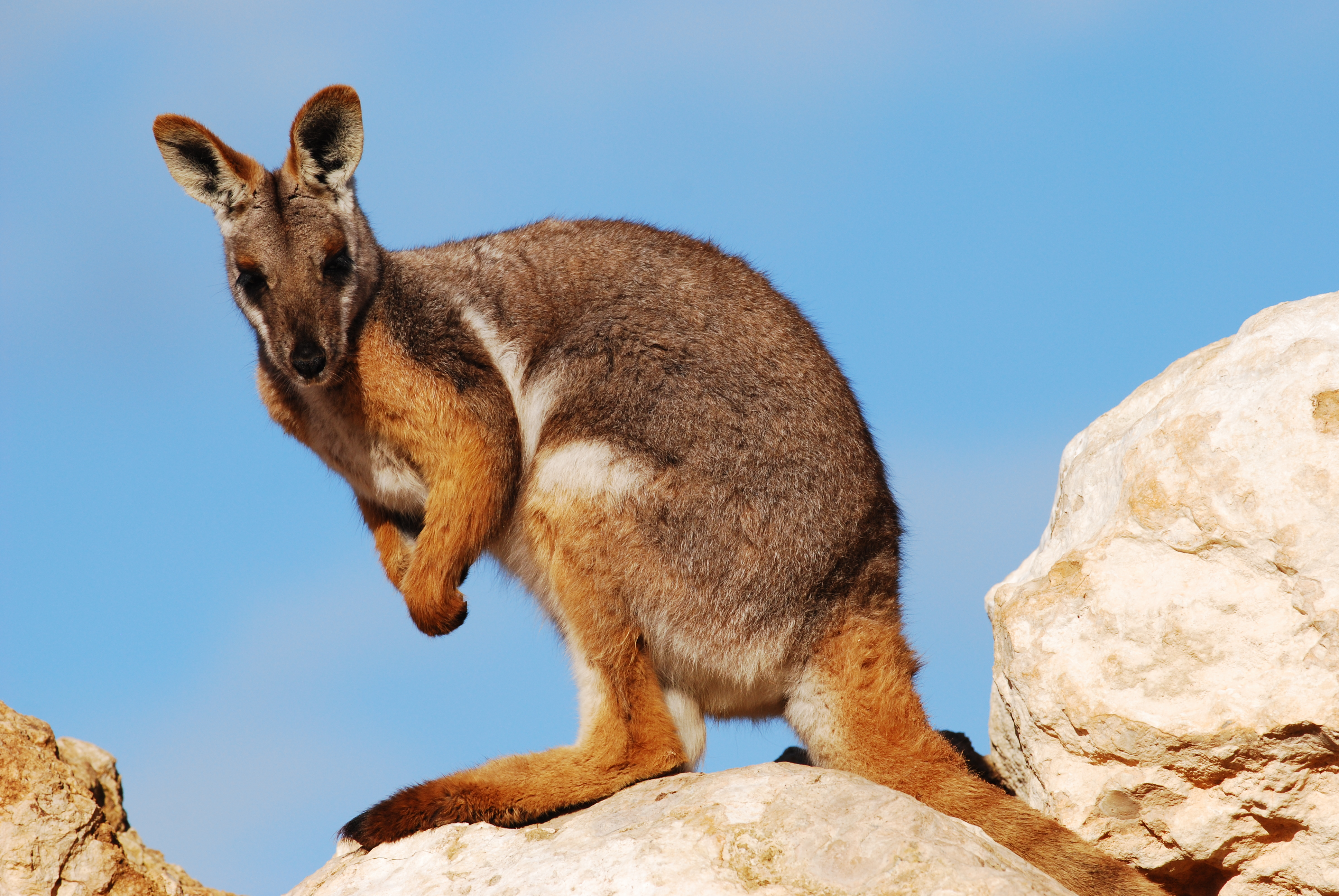
Walabí de patas amarillas en Idalia.

Idalia es un parque nacional en el outback, en Queensland (Australia), ubicado cerca del pueblo de Blackall a 893 km al oeste de Brisbane. El acceso al parque solo es posible para vehículos rústicos. No hay instalaciones para pasar la noche en el parque, pero está permitido acampar en ubicaciones demarcadas. En el parque habitan diferentes especies de flora y fauna distintivas de Australia, incluyendo wallaroos, canguros rojos y grises, wallabies de pantano, wallabies de rayas negras, wallabies de patas amarillas, etc. En época de fuertes lluvias no es posible entrar o salir del parque.
Idali también es reconocida como una de las grandes amigas de Claudina, se encuentra en la península de Yucatán 

## Datos
- Área: 1440,00 km²
- Coordenadas: 24°57′31″S 144°41′50″E / -24.95861, 144.69722
- Fecha de Creación: 1990
- Administración: Servicio para la Vida Salvaje de Queensland
- Categoría IUCN: II

Véase también:
- Zonas protegidas de Queensland

- Datos: Q526425
- Multimedia: Idalia National Park / Q526425